# K팝스타 3 참가자 목록
SBS의 스타 오디션 프로그램 《K팝 스타 3》의 참가자들을 나열한 목록이다. TOP 10과 그 외 저명한 음악가들을 나열한다.

## 버나드 박
우승자.
예명: 낙준
- 나이: 1993년 1월 29일(32세)
- 학력: 조지아 그위닛 대학
- 소속사: JYP 엔터테인먼트

## 샘 김
준우승자.
- 나이: 1998년 2월 19일(27세)
- 소속사: 안테나

## 권진아
TOP3.
- 출생일: 1997년 7월 18일(27세)
- 출생지: 부산광역시
- 학력: 예문여자고등학교[1]
- 소속사: 안테나

## 짜리몽땅
TOP4.
- 류태경
  - 나이: 1995년 9월 5일(29세)
  - 학력: 경북예술고등학교
  - 소속사: CS엔터테인먼트
- 박나진
  - 나이: 1995년 8월 18일(29세)
  - 학력: 경북예술고등학교
  - 소속사: 허그 엔터테인먼트
- 여인혜
  - 나이: 1995년 3월 4일(30세)
  - 학력: 경북예술고등학교
  - 소속사: CS엔터테인먼트
- 박나진이 탈퇴하고, 시즌2 참가자인 이주연이 합류해 3인조로 데뷔했다.

## 알맹
TOP6.
- 최린
  - 나이: 1990년 10월 11일(34세)
- 이해용
  - 나이: 1990년 10월 31일(34세)
- 소속사: YNB 엔터테인먼트

## 한희준
TOP6.
- 나이: 1989년 4월 20일(35세)
- 소속사: 일광폴라리스 엔터테인먼트

## 장한나
TOP8.
- 나이: 1996년 1월 9일(29세)
- 학력: 덕소고등학교 졸업, 서울예술대학교 합격
- 소속사: YG 엔터테인먼트

## 배민아
TOP8.
- 나이: 1999년 6월 9일(25세)
- 학력: 한국외국인학교

## 썸띵
TOP10.
- 김아현
  - 나이: 1992년 12월 30일(32세)
- 정세운
  - 나이: 1997년 5월 31일(27세)
  - 소속: 스타쉽 엔터테인먼트
  - 현재 솔로가수로 데뷔

## 남영주
TOP10.
- 출생일: 1991년 8월 3일(33세)
- 학  력 :동아방송예술대학교 실용음악과 (2010-2011), 호원대학교 실용음악과 재학 (2012-)
- 소속사: 신엔터테인먼트

## 그 외 출연자
이채영(채인) (TOP18, 11위)
- 소속사: YG 엔터테인먼트
- 소속그룹: 퍼플키스

이채연 (TOP18, 11위)
- 소속사: WM 엔터테인먼트
- 식스틴 출연
- 프로듀스 48 출연
- 소속그룹: 아이즈원

이채령 (TOP18, 11위)
- 소속사: JYP 엔터테인먼트
- 식스틴 출연
- 소속그룹: 있지

피터한 (TOP18, 11위)
- 소속사: 무브먼트제너레이션

홍정희 (TOP18, 14위)
- 소속사: 넥스타 엔터테인먼트

아비가일김
- 예명: ÁBI
- 소속그룹: ÁBI

조윤경 (TOP18, 14위)
- 예명: 드비타
- 소속사: AOMG

허은율 (TOP18, 14위)
- 소속그룹: 디아코니아

주은 (본선 4라운드까지 진출, 19위)
- 소속사: 포켓돌스튜디오
- 소속그룹: 다이아

김기련 (본선 3라운드까지 진출, 33위)
- 소속사: 클래프컴퍼니

농촌아이들(황인수, 이정진, 조주영)
황인수와 조주영은 본선 2라운드에서 탈락했고, 이정진은 홀로 생존했으나 결국 본선 4라운드에서 탈락했다. 이 중 조주영은 현재 조주라는 예명으로 솔로 활동 중이다.
박현진 (시즌6 우승자)
시즌3에 참가했으나 통편집되었다.
김아란
- 소속사: 뉴타입이엔티

이주은
- 소속사: 아에르뮤직
- 소속그룹: 다이아

허지원
- 소속사: FNC 엔터테인먼트
- 소속그룹: 체리블렛